# Japanischer Schwimmstil
Als Japanische Schwimmstile (Suijutsu) (japanisch 日本泳法, Nihon-eihō) bezeichnet man verschiedene traditionelle japanische Schwimmformen. Die Japanischen Schwimmformen wurden ursprünglich von den Samurai praktiziert und waren teilweise auch Element der verschiedenen japanischen Kampfkünste.
Die Schwimmformen sind davon geprägt, dass Schwimmen in Japan früher kein Sport war, sondern eine notwendige Technik, um sich im Wasser auch mit einer 20 kg schweren Rüstung fortbewegen zu können oder aber, um sich, wie die Ninja, unter Wasser unbemerkt, mit der Waffe im Mund, an den Feind heranschleichen zu können.
Der Japanische Schwimmverband fasst heute zwölf verschiedene Schwimmformen unter dem Begriff Japanische Schwimmstile (japanisch: 水術, Suijutsu) zusammen. Diese Formen oder Techniken des Schwimmens unterscheiden sich teilweise erheblich voneinander. So steht bei der Kobori-ryuto-suijutsu-Technik der Körper schräg, fast senkrecht im Wasser und bewegt sich vor allem durch starken Beinschlag fort. Diese Form des Schwimmens ermöglicht den Samurai das Tragen einer Waffe in den Händen. Bei einer anderen Form liegt der Körper die ganze Zeit auf derselben Körperseite im Wasser, ähnlich dem Seitenschwimmen. Wieder eine andere Form des Schwimmens ähnelt dem Paddeln von Hunden.
Elemente aus dem Japanischen Schwimmen werden von japanischen Athleten gerne in das Synchronschwimmen eingebaut.
Alle Formen haben gemeinsam, dass sie in Bezug auf Effektivität (Ausnutzung der Körperkraft) und Schnelligkeit den bekannten westlichen Schwimmtechniken unterlegen sind. Inzwischen werden im Schul-Schwimmunterricht die international bekannten Schwimmtechniken wie Kraulschwimmen und Brustschwimmen unterrichtet. Obwohl der Begriff Japanische Schwimmstile in der Öffentlichkeit nahezu unbekannt geblieben ist, werden die "Stile" weiterhin in Fitnesscentern oder privat organisiert in öffentlichen Schwimmbädern unterrichtet. 2013 gab es landesweit in Japan etwa 2000 Praktizierende.

## Trivia
Bei der ersten Teilnahme japanischer Schwimmer an einem europäischen Wettbewerb im Jahr 1920 in Antwerpen verwendeten die beiden Sportler einen halb im Wasser stehenden Schwimmstil, der sich noch stark am traditionellen Samurai-Schwimmen orientierte.